# Stade Universitaire Saint-Léonard
Stade Universitaire Saint-Léonard – wielofunkcyjny stadion we Fryburgu, w Szwajcarii. Został wybudowany w 1931 roku. Może pomieścić 3000 widzów. Swoje spotkania na stadionie rozgrywają piłkarze klubu FC Fribourg. Obiekt był jedną z aren piłkarskich Mistrzostw Europy U-19 w 2004 roku. Rozegrano na nim trzy spotkania fazy grupowej oraz jeden półfinał turnieju.